# Meravigliosamente (album)
Meravigliosamente è l'ottavo album del gruppo musicale italiano I Cugini di Campagna, pubblicato dalla Pull. È noto per i brani Dentro l'anima, Solo con te e Meravigliosamente.

## Tracce

### Lato A
1. Meravigliosamente (Michetti)
2. Stupidi (Michetti/Brandi)
3. Festa (Michetti/Manners/Brandi)
4. Io e Anna (Michetti/Manners)
5. Solo con te (Michetti/Brandi)

### Lato B
1. Sogno (Michetti/Manners)
2. Dentro l'anima (Michetti)
3. Luna (Michetti/Brandi)
4. Mister Paul (Michetti/Manners)

## Formazione
- Paul Manners - Voce solista e chitarre
- Ivano Michetti - Voce e bassi
- Silvano Michetti - Voce e percussioni
- Giorgio Brandi - Voce e tastiere